# Carlo Agostini
Carlo Agostini (22 de abril de 1888 - 28 de dezembro de 1952) foi um prelado italiano da Igreja Católica Romana. Ele serviu como Patriarca de Veneza de 1949 até à sua morte, e morreu logo após o anúncio de sua elevação ao cardinalato, antes do consistório de 1953.

## Biografia
Nascido em San Martino di Lupari, Carlo Agostini estudou no seminário em Treviso, e foi ordenado ao sacerdócio pelo Bispo Andrea Longhin, OFM Cap, em 24 de setembro de 1910. Ele, então, promoveu seus estudos em Roma e ganhou um Doutorado em Filosofia na Pontifícia Universidade de Santo Tomás de Aquino (Angelicum) e doutorado em Teologia da Pontifícia Universidade Gregoriana até 1913. Agostini foi professor (1913-1925) e o reitor (1925-1932) do seminário de Treviso, e foi elevado ao posto de Chamberlain Privado de Sua Santidade em 1925.
Em 30 de janeiro de 1932, foi nomeado bispo de Pádua pelo Papa Pio XI. Agostini recebeu sua consagração episcopal no dia 10 de abril do Bispo Longhin, com a Arcebispo Elia Dalla Costa e o Bispo Eugenio Beccegato servindo como co-consagradores. Foi Administrador Apostólico de Treviso de 8 de março a 6 de dezembro de 1936 e mais tarde nomeado Patriarca de Veneza em 5 de fevereiro de 1949.
O Papa Pio XII anunciou em 29 de novembro de 1952 que elevaria Agostini e 23 outros ao Colégio dos Cardeais. No entanto, o patriarca morreu de doença de Parkinson  aos 64 anos, antes que o consistório pudesse acontecer em 12 de janeiro de 1953. Agostini foi inicialmente enterrado no cemitério de S. Michele, mas seus restos mortais foram posteriormente transferidos para a cripta da Basílica de São Marcos em novembro de 1957.
A inesperada vaga em Veneza abriu o caminho para a elevação de Angelo Roncalli, o futuro Papa João XXIII.